# プラティゴヌス
プラティゴヌス (Platygonus) は新生代中新世後期から更新世後期の南北アメリカ大陸に生息した、イノシシに似た草食性哺乳類である。鯨偶蹄目 - イノシシ亜目（猪豚亜目）- ペッカリー科に属する。

## 分布
出現当初は北アメリカ大陸にのみ分布していた。しかし鮮新世においてパナマ地峡が形成されると,多数の草食獣、肉食獣とともに南下して南アメリカ大陸にまで分布をひろげた（アメリカ大陸間大交差）。しかし、更新世末期の大量絶滅を生き延びる事は出来なかった。ただし比較的近縁とされるものとして、更新世から現代まで生き延びているチャコペッカリーが存在する。

## 特徴
頭胴長約1 - 1.2mと、現生のペッカリーよりやや大型である。四肢も現生種よりやや長い。当時としては比較的進化した属であった。顎には上下とも鋭い牙状の犬歯を持つが、これは大型ネコ科の捕食者への対抗手段として使用されたと推定されている。

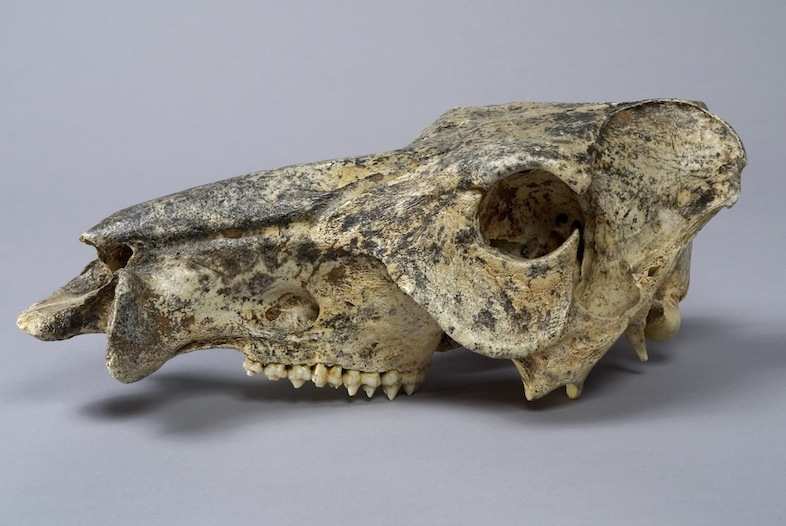
プラティゴヌス頭骨。インディアナポリス子供博物館蔵。
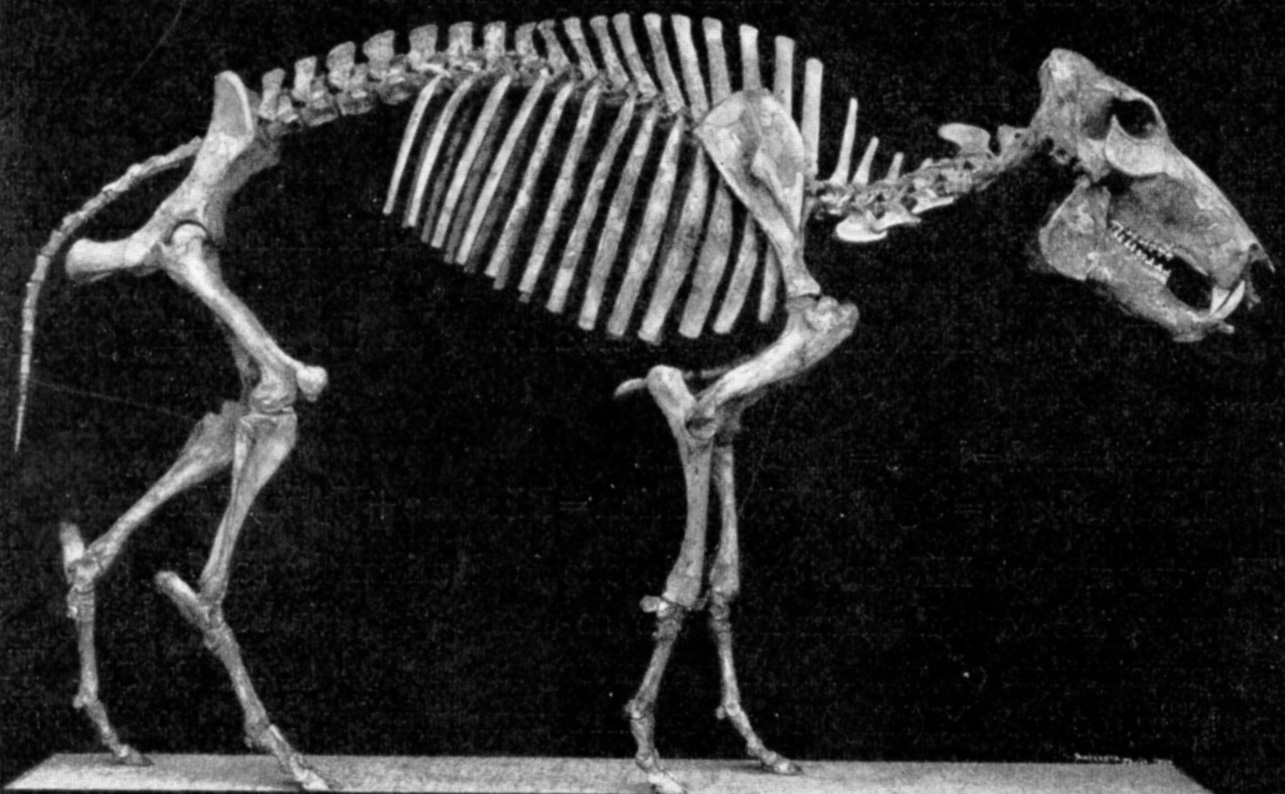
骨格。